# Raab
Pour les articles homonymes, voir Raab (homonymie).
 (septembre 2014).
Si vous disposez d'ouvrages ou d'articles de référence ou si vous connaissez des sites web de qualité traitant du thème abordé ici, merci de compléter l'article en donnant les références utiles à sa vérifiabilité et en les liant à la section « Notes et références ».
La Raab (en allemand : Raab, en hongrois : Rába, en slovène : Raba) est une rivière coulant dans la partie Sud-Est de l'Autriche et la Hongrie occidentale, affluent du Danube.

## Géographie
Sa source est en Autriche à quelques kilomètres à l'est de Bruck an der Mur. Elle s'écoule en Styrie et au Burgenland, puis dans les comtés hongrois de Vas et Győr-Moson-Sopron.
Elle se jette dans le Danube à Győr, après avoir arrosé Gleisdorf, Feldbach, Szentgotthárd et Körmend.

## Pollution
En octobre 2010, à la suite d'un accident industriel, des polluants ont été déversés dans la Raab puis dans le Danube.